# Wioślarstwo na Letnich Igrzyskach Olimpijskich 1952 – ósemka mężczyzn
Rywalizacja w ósemkach mężczyzn w wioślarstwie na Letnich Igrzyskach Olimpijskich 1952 rozgrywana była między 20 a 23 lipca 1952 na torze regatowym w Meilahti w Helsinkach.Zgłoszono 14 osad z 14 krajów.

## Terminarz
| Data          | Godzina |           |
| ------------- | ------- | --------- |
| 20 lipca 1952 | 09:00   | Runda 1   |
| 21 lipca 1952 | 09:00   | Repasaże  |
| 21 lipca 1952 | 16:00   | Półfinały |
| 22 lipca 1952 | 09:00   | Repasaże  |
| 23 lipca 1952 | 19:00   | Finał     |

## Format
W rundzie 1 rozegrano trzy wyścigi, z których dwie pierwsze osady awansowały do półfinału, pozostałe zaś do repasaży. Z trzech wyścigów repasażowych zwycięzcy każdego wyścigu awansowali do drugiej rundy repasaży pozostałe osady odpadały z rywalizacji. Z trzech wyścigów półfinałowych zwycięzcy awansowali do finału, pozostałe osady awansowały do repasaży (druga runda). Z trzech wyścigów repasażowych tylko zwycięzcy awansowali do finału.

## Wyniki

### Runda 1
Bieg 1
| Miejsce | Narodowość | Zawodnicy | Czas   | Kwal. |
| ------- | ---------- | --- | ------ | ----- |
| 1.      | Jugosławia | Ladislav Matetić, Branko Belačić, Vladimir Horvat, Vojko Šeravić, Karlo Pavlenć, Boris Beljak, Stanko Despot, Drago Husjak, Zdenko Bego        | 6:06,9 | Q     |
| 2.      | Australia  | Bob Tinning, Ernest Chapman, Nimrod Greenwood, Dave Anderson, Geoff Williamson, Mervyn Finlay, Edward Pain, Phil Cayzer, Tom Chessell          | 6:07,2 | Q     |
| 3.      | Rumunia    | Iosif Bergesz, Milivoi Iancovici, Ștefan Konyelicska, Gheorghe Măcinic, Ion Niga, Ștefan Pongratz, Alexandru Rotaru, Ștefan Somogy, Ion Vlăduț | 6:23,0 |       |
| 4.      | Kanada     | Ted Chilcott, Jack Taylor, Bo Westlake, Frank Young, John Sharp, Mervin Kaye, Jack Russell, George McCauley, Norm Rowe                         | 6:26,5 |       |
| 5.      | Finlandia  | Tor Lundsten, Birger Andersson, Eero Lehtovirta, Yrjö Hakoila, Antti Arell, Harry Wikman, Esko Lyytikkä, Klaus Lampi, Toivo Räsänen            | 6:28,5 |       |

Bieg 2
| Miejsce | Narodowość        | Zawodnicy | Czas   | Kwal. |
| ------- | ----------------- | --- | ------ | ----- |
| 1.      | Stany Zjednoczone | Frank Shakespeare, William Fields, James Dunbar, Richard Murphy, Robert Detweiler, Henry Proctor, Wayne Frye, Edward Stevens, Charles Manring        | 6:09,0 | Q     |
| 2.      | Wielka Brytania   | David Macklin, Alastair MacLeod, Nicholas Clack, Roger Sharpley, Edward Worlidge, Brian Lloyd, William Windham, David Jennens, John Hinde            | 6:15,1 | Q     |
| 3.      | Niemcy            | Anton Reinartz, Michael Reinartz, Roland Freihoff, Heinz Zünkler, Peter Betz, Stefan Reinartz, Hans Betz, Toni Siebenhaar, Hermann Zander            | 6:18,7 |       |
| 4.      | Szwecja           | Lennart Andersson, Frank Olsson, John Niklasson, Gösta Adamsson, Ivan Simonsson, Ragnar Ek, Thore Börjesson, Rune Andersson, Sture Baatz             | 6:24,3 |       |
| 5.      | Portugalia        | Felisberto Fortes, Albino Simões Neto, Manuel Regala, João Cravo, João Alberto Lemos, Carlos da Benta, João da Paula, Zacarias Andias, José Pinheiro | 6:30,8 |       |

Bieg 3
| Miejsce | Narodowość | Zawodnicy | Czas   | Kwal. |
| ------- | ---------- | --- | ------ | ----- |
| 1.      | ZSRR       | Jewgienij Brago, Władimir Rodimuszkin, Aleksiej Komarow, Igor Borisow, Sława Amiragow, Leonid Gissien, Jewgienij Samsonow, Władimir Kriukow, Igor Polakow | 6:10,2 | Q     |
| 2.      | Węgry      | István Sándor, Csaba Kovács, Miklós Zágon, Tibor Nádas, Rezső Riheczky, Pál Bakos, László Marton, Béla Zsitnik, Róbert Zimonyi                            | 6:13,6 | Q     |
| 3.      | Włochy     | Albino Baldan, Savino Dalla Puppa, Alberto Bozzato, Ferdinando Smerghetto, Montanino Nuvoli, Dino Nardin, Ottorino Enzo, Piero Attorrese, Sergio Ghiatto  | 6:17,0 |       |
| 4.      | Dania      | Bjørn Stybert, Preben Hoch, Mogens Snogdahl, Jørn Snogdahl, Helge Muxoll Schrøder, Björn Brönnum, Leif Hermansen, Ole Scavenius Jensen, John Vilhelmsen   | 6:17,9 |       |

### Repasaże
Bieg 1
| Miejsce | Narodowość | Zawodnicy | Czas   | Kwal. |
| ------- | ---------- | --- | ------ | ----- |
| 1.      | Dania      | Bjørn Stybert, Preben Hoch, Mogens Snogdahl, Jørn Snogdahl, Helge Muxoll Schrøder, Björn Brönnum, Leif Hermansen, Ole Scavenius Jensen, John Vilhelmsen | 6:17,8 | Q     |
| 2.      | Rumunia    | Iosif Bergesz, Milivoi Iancovici, Ștefan Konyelicska, Gheorghe Măcinic, Ion Niga, Ștefan Pongratz, Alexandru Rotaru, Ștefan Somogy, Ion Vlăduț          | 6:20,7 |       |
| 3.      | Portugalia | Felisberto Fortes, Albino Simões Neto, Manuel Regala, João Cravo, João Alberto Lemos, Carlos da Benta, João da Paula, Zacarias Andias, José Pinheiro    | 6:25,3 |       |

Bieg 2
| Miejsce | Narodowość | Zawodnicy | Czas   | Kwal. |
| ------- | ---------- | --- | ------ | ----- |
| 1.      | Niemcy     | Anton Reinartz, Michael Reinartz, Roland Freihoff, Heinz Zünkler, Peter Betz, Stefan Reinartz, Hans Betz, Toni Siebenhaar, Hermann Zander                | 6:15,1 | Q     |
| 2.      | Włochy     | Albino Baldan, Savino Dalla Puppa, Alberto Bozzato, Ferdinando Smerghetto, Montanino Nuvoli, Dino Nardin, Ottorino Enzo, Piero Attorrese, Sergio Ghiatto | 6:15,8 |       |
| 3.      | Finlandia  | Tor Lundsten, Birger Andersson, Eero Lehtovirta, Yrjö Hakoila, Antti Arell, Harry Wikman, Esko Lyytikkä, Klaus Lampi, Toivo Räsänen                      | 6:28,4 |       |

Bieg 3
Obie osoady awansowały do drugiej rundy repasaży ponieważ, nawet fofofinisz nie pozwolił rozstrzygnąć która z osad zwyciężyła.
| Miejsce | Narodowość | Zawodnicy | Czas   | Kwal. |  |
| ------- | ---------- | --- | ------ | ----- |  |
| 1.      | Kanada     | Ted Chilcott, Jack Taylor, Bo Westlake, Frank Young, John Sharp, Mervin Kaye, Jack Russell, George McCauley, Norm Rowe                   | 6:25,9 | Q     |  |
| 1.      | Szwecja    | Lennart Andersson, Frank Olsson, John Niklasson, Gösta Adamsson, Ivan Simonsson, Ragnar Ek, Thore Börjesson, Rune Andersson, Sture Baatz | 6:25,9 | Q     |  |

### Półfinał
Bieg 1
| Miejsce | Narodowość      | Zawodnicy | Czas   | Kwal. |
| ------- | --------------- | --- | ------ | ----- |
| 1.      | Wielka Brytania | David Macklin, Alastair MacLeod, Nicholas Clack, Roger Sharpley, Edward Worlidge, Brian Lloyd, William Windham, David Jennens, John Hinde | 6:32,4 | Q     |
| 2.      | Jugosławia      | Ladislav Matetić, Branko Belačić, Vladimir Horvat, Vojko Šeravić, Karlo Pavlenć, Boris Beljak, Stanko Despot, Drago Husjak, Zdenko Bego   | 6:33,5 |       |
| 3.      | Węgry           | István Sándor, Csaba Kovács, Miklós Zágon, Tibor Nádas, Rezső Riheczky, Pál Bakos, László Marton, Béla Zsitnik, Róbert Zimonyi            | 6:37,4 |       |

Bieg 2
| Miejsce | Narodowość        | Zawodnicy | Czas   | Kwal. |
| ------- | ----------------- | --- | ------ | ----- |
| 1.      | Stany Zjednoczone | Frank Shakespeare, William Fields, James Dunbar, Richard Murphy, Robert Detweiler, Henry Proctor, Wayne Frye, Edward Stevens, Charles Manring             | 6:32,1 | Q     |
| 2.      | ZSRR              | Jewgienij Brago, Władimir Rodimuszkin, Aleksiej Komarow, Igor Borisow, Sława Amiragow, Leonid Gissien, Jewgienij Samsonow, Władimir Kriukow, Igor Polakow | 6:44,0 |       |
| 3.      | Australia         | Bob Tinning, Ernest Chapman, Nimrod Greenwood, Dave Anderson, Geoff Williamson, Mervyn Finlay, Edward Pain, Phil Cayzer, Tom Chessell                     | 6:44,5 |       |

### Druga runda repazaży
Bieg 1
| Miejsce | Narodowość | Zawodnicy | Czas   | Kwal. |
| ------- | ---------- | --- | ------ | ----- |
| 1.      | Australia  | Bob Tinning, Ernest Chapman, Nimrod Greenwood, Dave Anderson, Geoff Williamson, Mervyn Finlay, Edward Pain, Phil Cayzer, Tom Chessell    | 6:09,6 | Q     |
| 2.      | Jugosławia | Ladislav Matetić, Branko Belačić, Vladimir Horvat, Vojko Šeravić, Karlo Pavlenć, Boris Beljak, Stanko Despot, Drago Husjak, Zdenko Bego  | 6:12,0 |       |
| 3.      | Szwecja    | Lennart Andersson, Frank Olsson, John Niklasson, Gösta Adamsson, Ivan Simonsson, Ragnar Ek, Thore Börjesson, Rune Andersson, Sture Baatz | 6:28,1 |       |

Bieg 2
| Miejsce | Narodowość | Zawodnicy | Czas   | Kwal. |
| ------- | ---------- | --- | ------ | ----- |
| 1.      | ZSRR       | Jewgienij Brago, Władimir Rodimuszkin, Aleksiej Komarow, Igor Borisow, Sława Amiragow, Leonid Gissien, Jewgienij Samsonow, Władimir Kriukow, Igor Polakow | 6:10,6 | Q     |
| 2.      | Węgry      | István Sándor, Csaba Kovács, Miklós Zágon, Tibor Nádas, Rezső Riheczky, Pál Bakos, László Marton, Béla Zsitnik, Róbert Zimonyi                            | 6:15,4 |       |
| 3.      | Dania      | Bjørn Stybert, Preben Hoch, Mogens Snogdahl, Jørn Snogdahl, Helge Muxoll Schrøder, Björn Brönnum, Leif Hermansen, Ole Scavenius Jensen, John Vilhelmsen   | 6:16,0 |       |

Bieg 3
| Miejsce | Narodowość | Zawodnicy | Czas   | Kwal. |
| ------- | ---------- | --- | ------ | ----- |
| 1.      | Niemcy     | Anton Reinartz, Michael Reinartz, Roland Freihoff, Heinz Zünkler, Peter Betz, Stefan Reinartz, Hans Betz, Toni Siebenhaar, Hermann Zander | 6:19,3 | Q     |
| 2.      | Kanada     | Ted Chilcott, Jack Taylor, Bo Westlake, Frank Young, John Sharp, Mervin Kaye, Jack Russell, George McCauley, Norm Rowe                    | 6:24,8 |       |

### Finał
| Miejsce | Narodowość        | Zawodnicy | Czas   |
| ------- | ----------------- | --- | ------ |
| złoto   | Stany Zjednoczone | Frank Shakespeare, William Fields, James Dunbar, Richard Murphy, Robert Detweiler, Henry Proctor, Wayne Frye, Edward Stevens, Charles Manring             | 6:25,9 |
| srebro  | ZSRR              | Jewgienij Brago, Władimir Rodimuszkin, Aleksiej Komarow, Igor Borisow, Sława Amiragow, Leonid Gissien, Jewgienij Samsonow, Władimir Kriukow, Igor Polakow | 6:31,2 |
| brąz    | Australia         | Bob Tinning, Ernest Chapman, Nimrod Greenwood, Dave Anderson, Geoff Williamson, Mervyn Finlay, Edward Pain, Phil Cayzer, Tom Chessell                     | 6:33,1 |
| 4.      | Wielka Brytania   | David Macklin, Alastair MacLeod, Nicholas Clack, Roger Sharpley, Edward Worlidge, Brian Lloyd, William Windham, David Jennens, John Hinde                 | 6:34,8 |
| 5.      | Niemcy            | Anton Reinartz, Michael Reinartz, Roland Freihoff, Heinz Zünkler, Peter Betz, Stefan Reinartz, Hans Betz, Toni Siebenhaar, Hermann Zander                 | 6:42,8 |